# ステルスマーケティング
ステルスマーケティング（英語: stealth marketing）とは、消費者に広告であると明記せずに隠した販促・宣伝行為。非営利の好評価の口コミを装うなどすることで、消費者を欺いてバンドワゴン効果・ウィンザー効果を狙っている。「ステマ」の略語で知られる。やらせやサクラなどもこの一例に分類される。事業者自らが第三者のフリをする「なりすまし型」と、宣伝対価の利益供与が秘匿されている「利益提供秘匿型」の2種がある。
英語圏ではアンダーカバー・マーケティング（英語: undercover marketing）と呼ばれる、規制対象となっているゲリラ・マーケティングのひとつ。日本では2023年9月30日以前まではステルスマーケティングに関する明確な法規定がなかったため、芸能人やインフルエンサーによるペニーオークション詐欺事件以降にステマの存在が認知された後も、まとめサイトなどウェブサイトやSNSなどにて「ステマ天国」状態であった。欧州連合やアメリカ合衆国では、「広告表記のない宣伝行為」は客に対する不公正な欺瞞に当たる行為として、明確に法律で禁止されている。2023年10月1日に日本でも「自主的な投稿」は対象外となる抜け穴は指摘されるものの、改正・不当景品類及び不当表示防止法（景品表示法）で不当表示に追記される形で禁止された。施行後の実態次第でより厳格な改正も検討されている。

## 概要
規模は様々であるが、大規模なものでは宣伝業務に特化している広告代理店などがチームで作戦を練り、組織立って大量の人員が動員されて行われていることがある。またウィキペディアも『ステルスマーケティングの影響を受けている』との分析もある。
新規開店時や新商品の発売時に、本当は世間にさほど興味を持たれておらず顧客も集まらない状態であるにもかかわらず、派遣会社に依頼してアルバイトを多数雇用し、店舗前に作為的に行列を作らせた状態を、テレビ番組に取材・撮影させたり、出版社に取材させ写真を撮らせたり、そうした映像や写真と記事をマスメディアに大量に流させることで、実際にはそれほど評価されていない店であるにもかかわらず、さも評価が高いかのような「偽りのイメージ」を消費者に持たせ、人々の話題にさせる行列商法のこと。
しかも、しばしばステルスマーケティングの作戦を練った大手広告代理店が、普段から放送局から買い取っている放送枠を利用して、その番組内で、さも客観的な情報・報道であるかのように装って、上記の映像や言葉を流す、という段取りまであらかじめ組まれていることもある。
2001年に、ソニー・ピクチャーズエンタテインメントがデビッド・マニングという捏造した架空の映画評論家に、自社の映画を絶賛させていた。
また、芸能事務所や芸能系の企画会社などが、自社の商品である歌手や俳優を、舞台やテレビカメラの前に登場させる時、本当の状態ならば、さほど人気があるわけでなくて、あまり人が集まってくれない状態であるにもかかわらず、派遣会社を利用して金銭で多数の人を雇用し、彼らにあたかも熱狂的なファンであるかのような演技をさせて、そうした作為的な映像をマスメディアに流すことで、実際以上に人気があるかのような「偽りのイメージ」を人々に持たせることや、ニュース記事であるかのように装った宣伝文を作成すること 、影響力のあるブロガーやインフルエンサーが、何らかの企業や組織から報酬や提供を得ていることを明示せずに、あたかもただの第三者であるかのように偽装して、特定の企業や製品について高い評価を行なっている。
またインターネット上でも大手広告代理店の手により、頻繁に一般ニュースを装ってステルスマーケティングが行われている。
2012年、日本で複数の芸能人が報酬や提供を受け取っていることを隠して、インターネットオークションの宣伝を行っていた『ペニーオークション詐欺事件』が発生している。
飲食店の口コミサイト内の自社に関するページで、否定的な意見を削除して肯定的な意見だけを残す事により、そのウェブページを見た人に、良いイメージを与えるようにする『不公正な取引方法』もやっている。
ステルスマーケティングとインフルエンサーマーケティングの区別が難しいケースにおいては、広告業界団体(WOMJマーケティング協議会）の自主規制であるWOMJガイドラインを参照するのが一般的である。
また、省略した言い方『ステマ』は、日本において2012年の新語・流行語大賞にノミネート、ネット流行語大賞2012の金賞に選ばれた。

## モラル問題・非難
ステルスマーケティングは、モラルの観点から、しばしば消費者団体などから非難を受ける。またステルスマーケティングは発覚すると企業は消費者からの信用を無くす。
このように、ステルスマーケティングは、自身の身元や宣伝が目的であることを隠して行われることにより、客に不利益をもたらす面を持つため、国家によっては法律により規制されている。
また、マーケティングの教科書に「倫理」という新しい項目が加えられるなど、企業倫理の一環として「マーケティング倫理」が意識されつつある。

## 法規制

### アメリカ
アメリカ合衆国では、インターネットを利用した消費者自らが行う広告宣伝活動に対応するため、連邦取引委員会（FTC）が、1980年以来変更してこなかった「広告における推奨、及び証言の利用に関する指導（Guides Concerning the Use of Endorsements and Testimonials in Advertising）」というガイドラインを2009年に改定し、商品またはサービスの推奨者と、マーケッターや広告主との間の重大な関係の有無、及び金銭授受の有無などを開示する義務を新設した。

### 欧州連合
欧州連合においては、不公正商慣習一般を規制するため、不公正商慣習指令（"Unfair Commercial Practices Directive"）が2005年に制定された。この指令に従い、イギリスでは、2008年に不公正取引からの消費者保護に関する規制法が施行されており、消費者保護の観点からステルスマーケティングは違法であると規定されている。

### 日本
日本においては、消費者庁は2011年に不当景品類及び不当表示防止法（景品表示法）のガイドライン「インターネット消費者取引に係る、広告表示に関する景品表示法上の問題点、及び留意事項」を公表しており、その中で口コミ情報について、事業者が口コミサイトやブログに口コミ情報を自ら掲載し、または第三者に依頼して掲載させ、その口コミ情報がその事業者の商品・サービスの内容または取引条件について、実際のもの、または競争事業者に係るものよりも著しく優良、または有利であると一般消費者に誤認されるものである場合には、景品表示法上の不当表示として問題となるとしている。
また、実際には購入していないのに購入したと体験談を偽って口コミサイトやブログに掲載する行為は、「人を欺き、又は誤解させるような事実を挙げて広告をした」に該当するとして軽犯罪法に抵触する可能性がある。
その他に、お金を払って口コミで、医薬品、医療機器等の品質、有効性及び安全性の確保等に関する法律（薬機法）で認められた効能効果を逸脱した効果を表現させた場合は、薬機法違反になる可能性がある。例えば、化粧品の口コミで「これを使ったらシミが消えた」と表現させた場合などがそれに当たる。
政府は2023年3月28日にステルスマーケティングを景品表示法が禁じる不当表示の類型に新たに指定した。10月1日から施行される。消費者庁が公表した運用基準によると、規制されるのは、事業者の広告であるにもかかわらず、一般消費者が広告と判別することが困難なもの。「広告」と明記されていない場合などが該当する。規制されるのは事業者で、インフルエンサーなどは対象とならない。